# Vanilla Sky (gruppo musicale)
I Vanilla Sky sono un gruppo pop-punk/emo italiano nato nel 2002.
Hanno iniziato la loro carriera suonando a Viterbo, Roma e Latina, mentre nel giugno 2007 è uscito il loro secondo album.

## Storia del gruppo
Il gruppo si forma quando il cantante/chitarrista Brian, dei Lesa Maestà, e Luketto, batterista dei 9mm, nel febbraio 2002 decidono di unirsi per un progetto, ispirati dalla musica di gruppi che ascoltavano molto in quel periodo. Nel marzo successivo entra a farvi parte come bassista anche Cisco, al tempo chitarrista dei Party Line, che introduce sonorità più sullo stile degli Yellowcard con cui si iniziano a far sentire leggere influenze emo. In seguito si aggiunge al gruppo Vinx, cantante chitarrista dei Crossystem.
Secondo quanto dichiarato dalla band il nome non ha nulla a che vedere con l'omonimo film, ma viene scelto per l'idea del cielo al tramonto quando assume i colori tendenti al giallo. La band, così composta, inizia subito a lavorare a dei pezzi propri con l'intenzione di incidere in estate un piccolo demo. Completamente autoprodotto, Play It If You Can't Say It, viene ultimato nel settembre 2002 ed esce il 6 novembre 2002, data di debutto ufficiale dei gruppo, (sebbene il primo concerto della band con questo nome risalga al 20 aprile, a Santa Lucia di Fonte Nuova, Roma, con Bandar Log, 9mm e Cose Perse).
Contemporaneamente iniziano a proporsi al pubblico con i primi show, spesso affiancando altre band (Moravagine, Settlefish, 7 Years, SenzaBenza).
Nel gennaio 2003 il CD finisce quasi casualmente nelle mani della Wynona Records, che si interessa del gruppo e propone la produzione di un full length. Tre mesi dopo, a distanza di un anno dalla costituzione del gruppo, i Vanilla Sky vengono lanciati dall'etichetta genovese con uno split, Too Loud 4 You, che li presenta con altre tre band: Forty Winks (Italia), Halfwayhome (U.S.A.) e Andthewinneris (Germania). Lo stesso split viene pubblicato in versione speciale in Giappone con il titolo The Rest Is History, includendo un brano inedito a gruppo e una band in più.
In attesa dell'uscita del loro full-length girano la Germania per un tour promozionale con i Forty Winks.
Il 27 febbraio 2004 esce Waiting For Something, il loro primo album, prodotto al West Link Recording Studio di Pisa insieme alla band da Alessandro Sportelli, già al lavoro con Prozac+, Baustelle, Raw Power e molte altre band. Un mese dopo esce anche il loro primo video, Distance. Sempre a marzo fanno da spalla a The Ataris aprendo le quattro date italiane del loro tour (Milano, Roma, Bologna, Bassano del Grappa). Vanno in tour per l'Italia e l'Europa, e si progetta l'uscita del loro album anche in America.
Il brano Your words è scelto come colonna sonora del team freestylen sci e snowboard di Fiat.
All'album Waiting For Something seguono altre partecipazioni: support per The Offspring (in Germania), support per Maxeen (Side one Dummy records), support per The Ataris (Sony); in più partecipazione a Independent Days Festival, Eastpak Rock Festival, Rock In Idro. Nel gennaio 2007 la band ha aperto 3 date del tour europeo dei +44.
In primavera 2007, dopo aver firmato con la Universal Music, i Vanilla Sky pubblicano l'album intitolato Changes. Il primo singolo estratto è Break It Out.
L'album registrato tra Roma e Venezia (il missaggio è stato fatto al Family Studio, dove anche Le Vibrazioni hanno lavorato per il loro ultimo album) mostra i numerosi cambiamenti avvenuti.
Collaborano con Mark Hoppus in Nightmare, con il regista Gaetano Morbioli per il video del primo singolo estratto, sono presenti per la prima volta tre pezzi cantati in italiano.
Il 9 giugno all'Idroscalo di Milano e il 10 giugno al Teatro Tendastrisce di Roma i Vanilla Sky hanno aperto i concerti dei Good Charlotte.
Il 18 luglio del 2007 la band ha fatto da supporto al concerto di Avril Lavigne.
Successivamente hanno pubblicato sul loro Myspace il video della cover del singolo "Umbrella" di Rihanna, che ha portato alla band ancora più successo di quanto ne aveva prima in tutto il mondo.
A metà del gennaio 2008 girano a Torino il videoclip del loro nuovo singolo: "Se Vuoi Andare Vai", brano estratto sempre dall'album Changes. Come succede per "6 come 6 - Break It Out", anche per "Se Vuoi Andare Vai" viene programmato il videoclip della versione in lingua inglese, ovvero "Goodbye".
In una recente intervista la band ha contestato la propria appartenenza al filone emo della terza ondata, nonostante alcune recensioni opposte ritenendo il genere come una "parola inflazionata" relativa ad uno stile in realtà "esaurito negli anni novanta".
Nel loro myspace Brian e Vinx hanno informato che la band subirà cambiamenti radicali anche a livello di formazione e perderà i membri Cisco e Luketto per motivi strettamente lavorativi: i due vengono sostituiti da Jacopo Volpe alla batteria e da Antonio Filippelli al basso.
Sono anche tra i principali ideatori e autori del Romans Do It Better Project, un progetto che vede l'unione dei membri dei principali gruppi della scena alternativa di Roma per serate e eventi di beneficenza e altri progetti. Oltre ai Vanilla Sky hanno partecipato gruppi come New Hope, Electric Diorama, Hopes Die Last e Broken Heart College.
Dopo circa tre anni di assenza discografica, non smettendo comunque di fare concerti e partecipare a tour importanti come il Punk Is Dead Tour 2009, i Vanilla Sky hanno annunciato di tornare sulle scene con il primo album con la nuova formazione, che dovrebbe uscire per l'estate del 2010. Sul Myspace ufficiale del gruppo hanno dichiarato che si intitolerà Fragile, per vari motivi: uno di essi è che la parola "Fragile" può essere intesa sia in italiano che in inglese, senza bisogno di traduzioni poiché omogenea ad entrambe le lingue.
La prima traccia uscita del nuovo album, intitolata 1981, è stata proposta dai Vanilla Sky per la partecipazione alla sezione Nuova Generazione del Festival di Sanremo 2010.
Il 5 maggio viene pubblicato in Giappone il nuovo album Fragile, distribuito dalla Bullion Records, con alcune tracce disponibili solo nella versione Giapponese, seguito dal "Fragile Tour".
il 28 maggio esce il nuovo singolo del gruppo, intitolato Just Dance, cover della cantante pop Lady Gaga, già sperimentata dal gruppo americano The Suit, sarà contenuta nel disco come traccia bonus numero 14.
L'album esce ufficialmente in Italia il 4 luglio 2010 e poco dopo, il 31 luglio, viene annunciata sul Myspace l'uscita del nuovo singolo: Vivere Diversi (On Fire in inglese), con il videoclip in rotazione MTV Pulse, Deejay Tv, Rock Tv ed altri network satellitari.
Il 21 maggio 2012 la band annuncia tramite il suo sito ufficiale che il bassista Antonio "Tony" Filippelli lascerà la band per dedicarsi ad altri progetti non pienamente compatibili con l'esperienza musicale dei Vanilla sky. Esclusivamente per il tour estivo 2012, in occasione del decimo anniversario della band, questo ruolo sarà ricoperto dall'ex bassista Francesco "Cisco" Sarsano.
Un mese dopo, nell'estate 2012, esce online il singolo "Don't wanna be a star" che riporta sicuramente ad uno stile più vicino ai primi album. Il testo nasce da una loro considerazione su quello che sono ora nel 2012, e riabbraccia i pensieri che avevano 10 anni fa, ad inizio carriera, quando romanticamente si sognava l'America delle etichette indipendenti.
Da settembre 2012 la band continua a svolgere concerti in Italia come il tour "Punk is dead" in collaborazione con i "the electric diorama" e i "the anthem" toccando anche l'estero con una tournée in Russia.
Nel dicembre 2012 esce il nuovo album "The Band, Not The Movie", che va anche a celebrare i 10 anni dalla formazione della band. Da quest'album vengono estratti i singoli "Ten Years", che rappresenta per l'appunto la celebrazione del decennio, e "Slow Motion End". Nello stesso anno la band ha girato l'Italia e l'Europa con numerosi concerti per pubblicizzare il proprio album.
Il 30 novembre 2013 esce il loro ultimo lavoro, un EP che contiene 4 brani dell'ultimo album, che è anche quello più maturo della band, quello in cui le intemperanze pop-punk dei musicisti capitolini si fanno più compatte e meno frivole. A seguire viene pubblicato un secondo EP intitolato “Heroes at the Bottom" che contiene una canzone in testo russo “Zvenit Yanvsrskaya Viuga”.
Nell'agosto 2014 viene pubblicato il video che celebra i loro ultimi concerti fatti in Russia. Il brano è quello presente nell'ultimo EP; una cover di una famosa canzone russa scelta da Vinx per rendere omaggio ai fans russi. Il video si rivela inaspettatamente virale toccando più di 600.000 visualizzazioni su YouTube scatenando una serie di pubblicazioni sui più famosi blog di musica e social network russi.
Il 20 maggio 2024 i membri della band tornano in attività con il nome di Vanilla, pubblicando il singolo Never Guilty solo su YouTube.

## Formazione

### Formazione attuale
- Brian (Daniele Brian Autore) – voce e chitarra ritmica e solista (2002-presente)
- Cisco (Francesco Sarsano) – basso e seconda voce (2002-2009; 2012-presente)
- Filippo Grossi - batteria (2024-presente)

### Ex componenti
- Antonio (Antonio Filippelli) – basso e seconda voce (2009-2012)
- Luketto (Luca Alessandrelli) – batteria e seconda voce (2002-2009)
- Vinx (Vincenzo Mario Cristi) – voce e chitarra ritmica e solista (2002-2024)
- Jacopo (Jacopo Volpe) – batteria e seconda voce (2009-2024)

## Discografia

### Album in studio
- 2004 – Waiting for Something
- 2007 – Changes
- 2010 – Fragile
- 2011 – Punk Is Dead
- 2012 – The Band Not The Movie

### Split
- 2003 – Too Loud for You
- 2003 – The Rest Is History

### Raccolte
- 2006 – Vanilla Sky Tour edition

### EP
- 2002 – Play it If You Can't Say It
- 2013 – #UNPLUGGED
- 2014 – Another Lie: Like Home
- 2018 – Stranger Things

### Singoli
- 2004 – Distance
- 2007 – Break It Out / 6come6
- 2007 – Umbrella (cover di Rihanna)
- 2008 – Goodbye / Se Vuoi Andare Vai
- 2010 – Just Dance (cover di Lady Gaga)
- 2010 – On Fire / Vivere Diversi
- 2010 – Frames / Attimi
- 2011 – First Last Kiss / L'ultimo Primo Bacio
- 2011 – 1981
- 2012 – Ten Years
- 2013 – Slow Motion End
- 2013 – Invincible
- 2014 – Another Lie/ Другая страсть (feat. Maxim Golopolosov)
- 2017 – Stranger Things
- 2018 – L'italiano (cover di Toto Cutugno)